# Anisodes portenta
Anisodes portenta är en fjärilsart som beskrevs av Louis Beethoven Prout 1936. Anisodes portenta ingår i släktet Anisodes och familjen mätare. Inga underarter finns listade i Catalogue of Life.